# NBMR-3
Le NBMR-3, pour NATO Basic Military Requirement 3 (en français : Nécessité militaire basique no 3 de l'OTAN), était un document produit par un comité de l'OTAN au début des années 1960 détaillant les spécifications de conception de futurs avions militaires.

## Spécification initiale
La spécification concernait des avions séparés en deux groupes de performances :
- Chasseurs supersoniques : NBMR-3a ;
- Chasseurs-bombardiers subsoniques : NBMR-3b.

Les deux spécifications faisaient appel en particulier à des capacités ADAC/V, la montée de la guerre froide faisant craindre la destruction ou la neutralisation des aérodromes de l'OTAN par des attaques provenant du bloc de l'Est, impliquant alors des actions à partir de bases improvisées et dispersées.
De son côté, l'Allemagne de l'Ouest était également en train de chercher un remplaçant au Fiat G.91 et au Lockheed F-104G Starfighter qui corresponde également à la nouvelle spécification.

## Histoire
Les constructeurs aéronautiques des pays européens furent invités à proposer des concepts. D'une courte liste de dix chasseurs supersoniques, deux furent retenus comme vainqueurs communs : le Hawker Siddeley P.1154 et le Dassault Mirage III V. Des désaccords sur l'équilibre entre l'avion le plus performant ou celui qui apporterait le plus de bénéfices à « son » industrie aéronautique firent que finalement aucun des deux appareils n'entra en service.
Des concepts de chasseurs-bombardiers subsoniques furent également proposés pour remplir la seconde partie de la spécification. Sur onze concepts proposés, quatre furent retenus, puis le VFW-Fokker VAK 191B fut désigné vainqueur. Comme dans le scénario précédent, l'avion fut construit, il effectua de nombreux vols, mais il n'entra jamais en service.
Une alternative contemporaine à la nouvelle spécification d'acquisition d'avions fut l'idée alors nouvelle de lancer des appareils existants à partir de rampes grâce à des moteurs-fusées, puis de les récupérer sur des pistes courtes à l'aide de systèmes d'arrêt similaires à ceux équipant les porte-avions. Une spécification connexe, la NBMR-4, détailla les caractéristiques concernant des avions de transport ayant des performances similaires, afin d'apporter leur soutien aux chasseurs et chasseurs-bombardiers installés sur des sites isolés ou éloignés. Les Fiat G.222 et Dornier Do 31 furent les deux seuls concepts à voler grâce à une spécification révisée — la NBMR-22 —, l'avion de Dornier n'étant utilisé qu'à des fins de tests et d'expérimentations.
De nombreux projets de moteurs furent initiés et réalisés en parallèle des projets d'avions. Les spécifications furent retirées en 1967, et les prototypes d'avions qui avaient été construits furent utilisés à des fins expérimentales, jusqu'à leur mise à la retraite définitive au début des années 1970. Des exemplaires des avions impliqués dans ce programme ont été préservés et sont encore exposés dans de nombreux musées de nos jours.

## Spécifications émises

### NBMR-3a
La spécification NBMR-3a était le critère de sélection pour les nouveaux concepts d'avions de chasse à capacité V/STOL (de l'anglais : « Vertical/Short Take-Off and Landing », signifiant « Avion à décollage et atterrissage courts/verticaux » (ADAC/V) en français). Un comité consultatif de l'OTAN se réunit en juillet 1960 et publia ensuite un document de besoin opérationnel. Au mois de juillet 1961, des exigences aéronautiques détaillées avaient été arrêtées et une lettre fut envoyée à quarante constructeurs aéronautiques. Les modèles d'avions sélectionnés devaient pouvoir entrer en service entre 1964 et 1967.

#### Exigences minimales
- Vitesse : Mach 2 ;
- Décollage et atterrissage : Capacités V/STOL.

#### Concepts d'avions proposés
- France :
  - Dassault Mirage III V.

- Pays-Bas :
  - Fokker-Republic D.24 Alliance[2].

- Royaume-Uni :
  - English Electric P.39 ;
  - Hawker P.1150/3[3] ;
  - Hawker Siddeley P.1154 ;
  - Vickers 583 ;
  - Vickers 584 ;
  - Vickers 585.

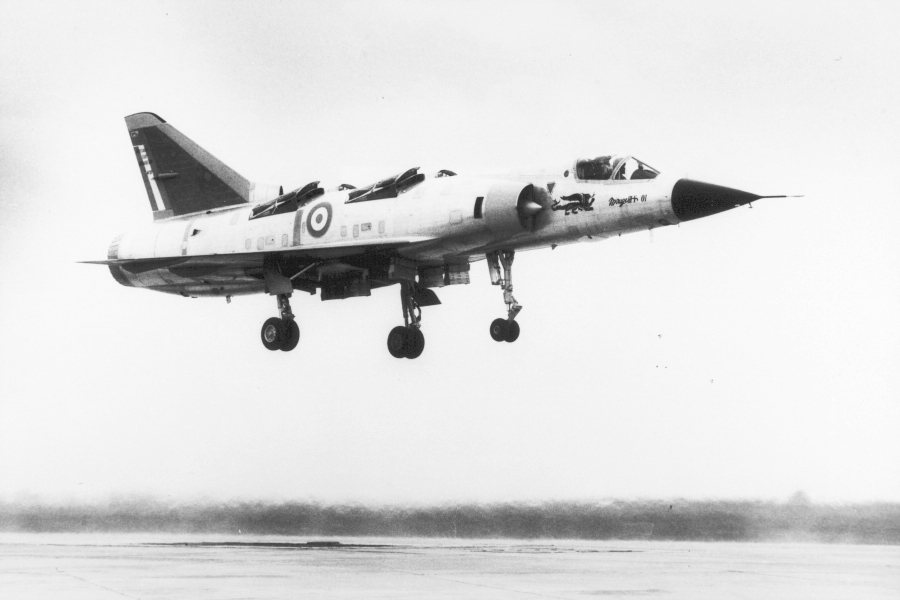
Le Dassault Mirage III V pendant ses essais en vol.

De ces concepts proposés, la majorité ne dépassa pas le stade de la planche à dessin. Toutefois, le Balzac V du constructeur français Dassault Aviation fut fabriqué et servit de banc d'essais moteur et systèmes pour deux prototypes Mirage III V, qui furent construits et testés en vol en 1965. L'un des deux appareils (le V-02) fut perdu dans un accident — provoquant la mort de son pilote, —, mais l'autre (le V-01) fut conservé et est désormais exposé au Musée de l'Air et de l'Espace, au Bourget, près de Paris.
Le P.1154 avait été jugé comme étant techniquement supérieur, mais le Mirage avait un plus gros potentiel pour un développement coopératif et une production répartie à travers les divers pays membres (Un modèle économique très bien repris et exploité plus tard par Airbus, par exemple). Le gouvernement français se retira de la sélection du P.1154 en faveur du concept de Dassault. Au Royaume-Uni, le P.1154 avait toujours du soutien et correspondait à des besoins exprimés par la Royal Air Force ; la construction de prototypes de l'appareil était en cours, lorsque le gouvernement alors nouvellement élu décida d'annuler le projet — ainsi que d'autres projets aéronautiques — en 1964, pour des raisons de coûts.

### NBMR-3b

#### Exigences minimales
- Vitesse : Mach 0,92 (1 130 km/h) au niveau de la mer[8] ;
- Décollage et atterrissage : Capacités VTOL (ADAV).
- Rayon d'action de combat : 250 nautiques (460 km à 150 m avec cinq minutes de temps de vol sur zone en territoire avancé ;
- Armement : Possibilité d'emporter 907 kg d'armement, et capacité d'employer l'arme nucléaire.

#### Concepts d'avions proposés
- France :
  - Breguet Br.122[9] ;
  - Nord-Aviation Nord 4400[10].

- Allemagne de l'Ouest :
  - EWR VJ 101[11] ;
  - Focke-Wulf FW.1262[12].

- Italie :
  - Fiat G.95/4[13].

- Royaume-Uni :
  - Armstrong Whitworth AW.406
  - English Electric P.39
  - Short PD.45
  - Short PD.49
  - Short PD.56

- États-Unis :
  - Lockheed CL-704

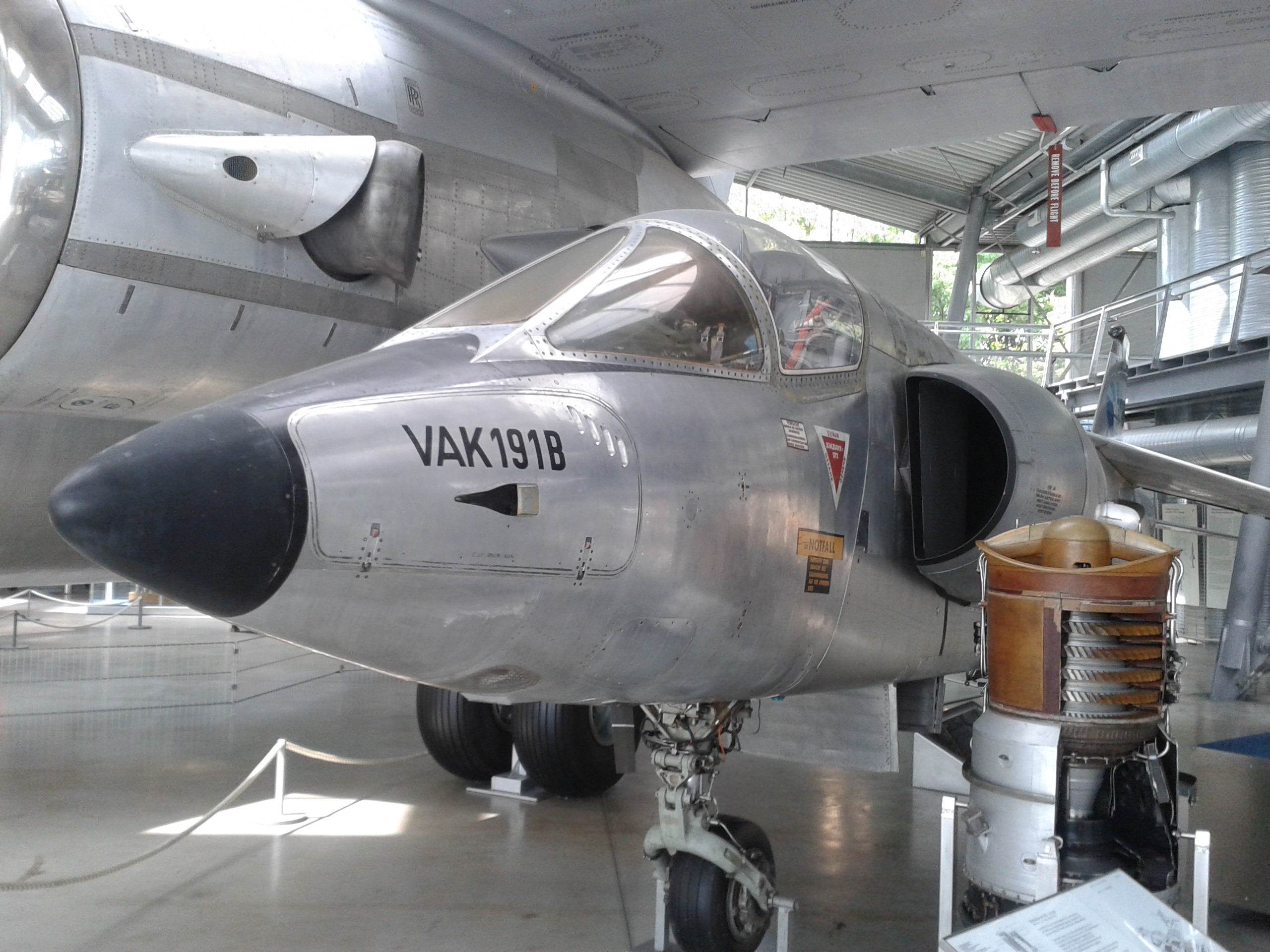
VFW-Fokker VAK 191B en exposition au Deutsches Museum Flugwerft Schleissheim.

De ces concepts, seuls le VJ 101 et le VAK 191B furent construits et testés en vol. Il n'entrèrent toutefois jamais en service. Des exemplaires des deux modèles sont exposés dans des musées aéronautiques en Allemagne,.

### Concepts VAK

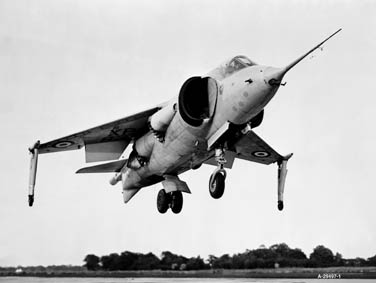
Le Hawker Siddeley P.1127.

Au mois d'août 1962, il devint clair que les projets en cours ne progressaient pas à la cadence désirée. Le comité consultatif se focalisa alors sur la catégorie chasseur-bombardier et donna la désignation « VAK 191 » à quatre modèles d'avions.
- Royaume-Uni :
  - VAK 191A : Désignation appliquée au Hawker Siddeley P.1127 Mk.2[14].

- Allemagne de l'Ouest :
  - VAK 191B : Désignation appliquée au Focke Wulf Fw 1262 (VFW-Fokker VAK 191B)[14] ;
  - VAK 191C : Désignation appliquée à la version VJ 101D de l'EWR VJ 101.

- Italie :
  - VAK 191D : Désignation appliquée au Fiat G.95/4.

### ZELL/SATS

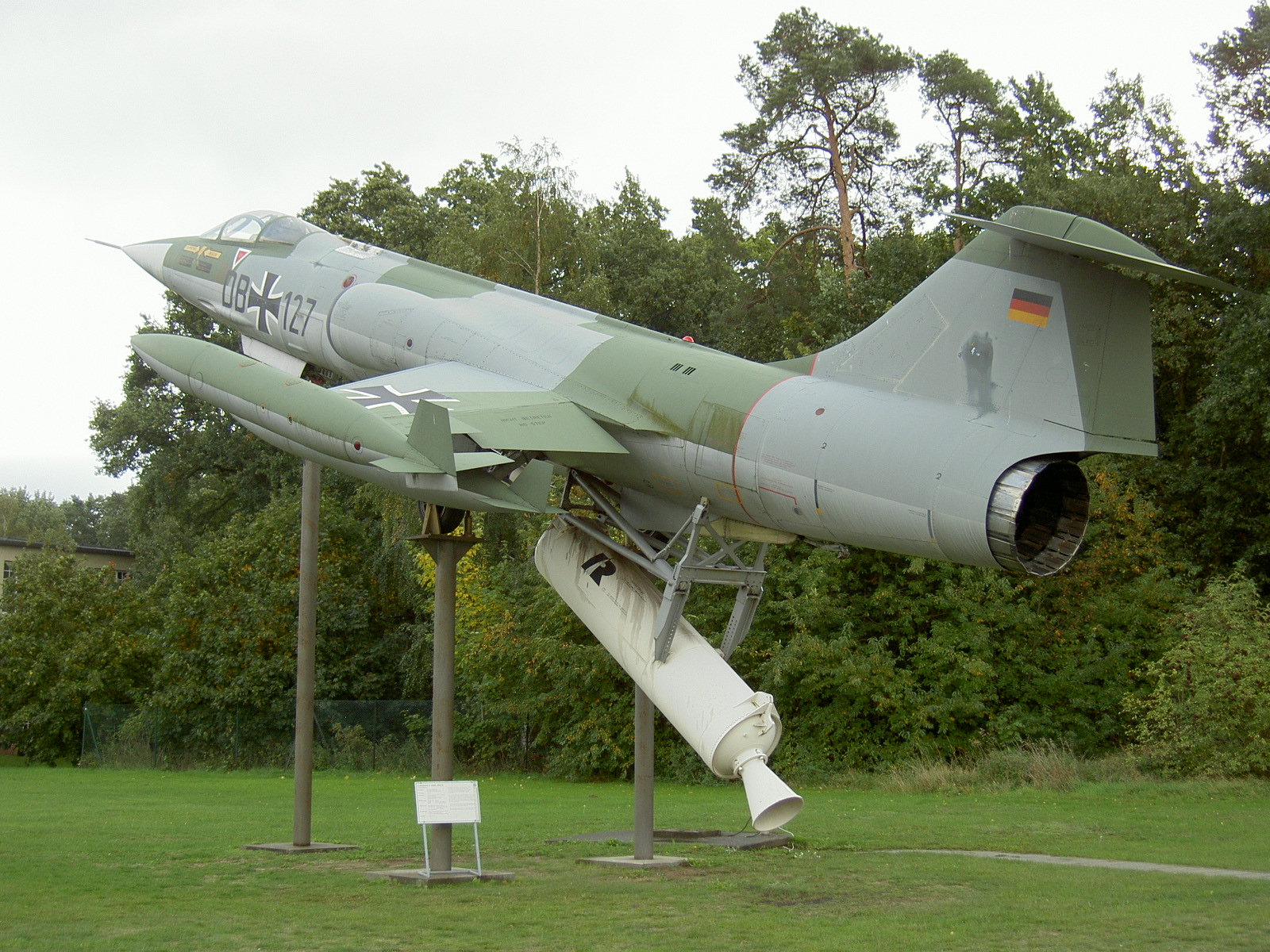
Lockheed F-104G Starfighter en configuration de lancement ZELL, exposé au.

Le « zero-length launch system », ou « zero-length take-off system » (abrégé en ZLL, ZLTO, ZEL, ZELL), en français : « système de lancement zéro distance », était un système dans lequel un chasseur ou un avion d'attaque à réaction devait être placé sur une fusée installée sur une plateforme de lancement mobile, l'accélérateur fusée étant largué après le lancement.
Les essais de tels systèmes prirent place pendant les années 1950 dans de nombreux pays, et le système fut adapté au Lockheed F-104G Starfighter, des essais de lancement étant alors effectués aux États-Unis et en Allemagne. Ce système de lancement ne faisait pas partie de la spécification NBMR-3, mais était une solution alternative au problème des opérations depuis des emplacements dispersés.
Le SATS, pour « Short Airfield for Tactical Support » (en français : « piste courte pour soutien tactique ») était un programme d'essais connexe, dans lequel des avions F-104G étaient catapultés depuis de courtes bandes de terrain et récupérés grâce à un dispositif d'arrêt. Des essais de lancement furent menés à Lakehurst (en) et Lechfeld en 1966.
Aucun de ces systèmes ne fut adopté en usage opérationnel, en raison de difficultés logistiques, d'une grande complexité et d'un changement d'orientation dans la stratégie militaire de l'OTAN.

### NBMR-4
La spécification NBMR-4 était une exigence étroitement liée concernant la conception d'avions de transport ADAC/V prévus pour apporter du soutien aux chasseurs et chasseurs-bombardiers dispersés sur des bases isolées.

#### Exigences minimales
- Avion de transport pouvant emporter 5 440 kg de charge utile à plus de 370 km/h ;
- Capacité de passer un obstacle vertical de 15 m sur une distance horizontale de 150 m[8]. Elle fut remportée par le De Havilland DH.129[16], mais cet appareil ne dépassa jamais le stade de la planche à dessin[17].

#### Concepts d'avions proposés
- France :
  - Breguet 941.

- Canada :

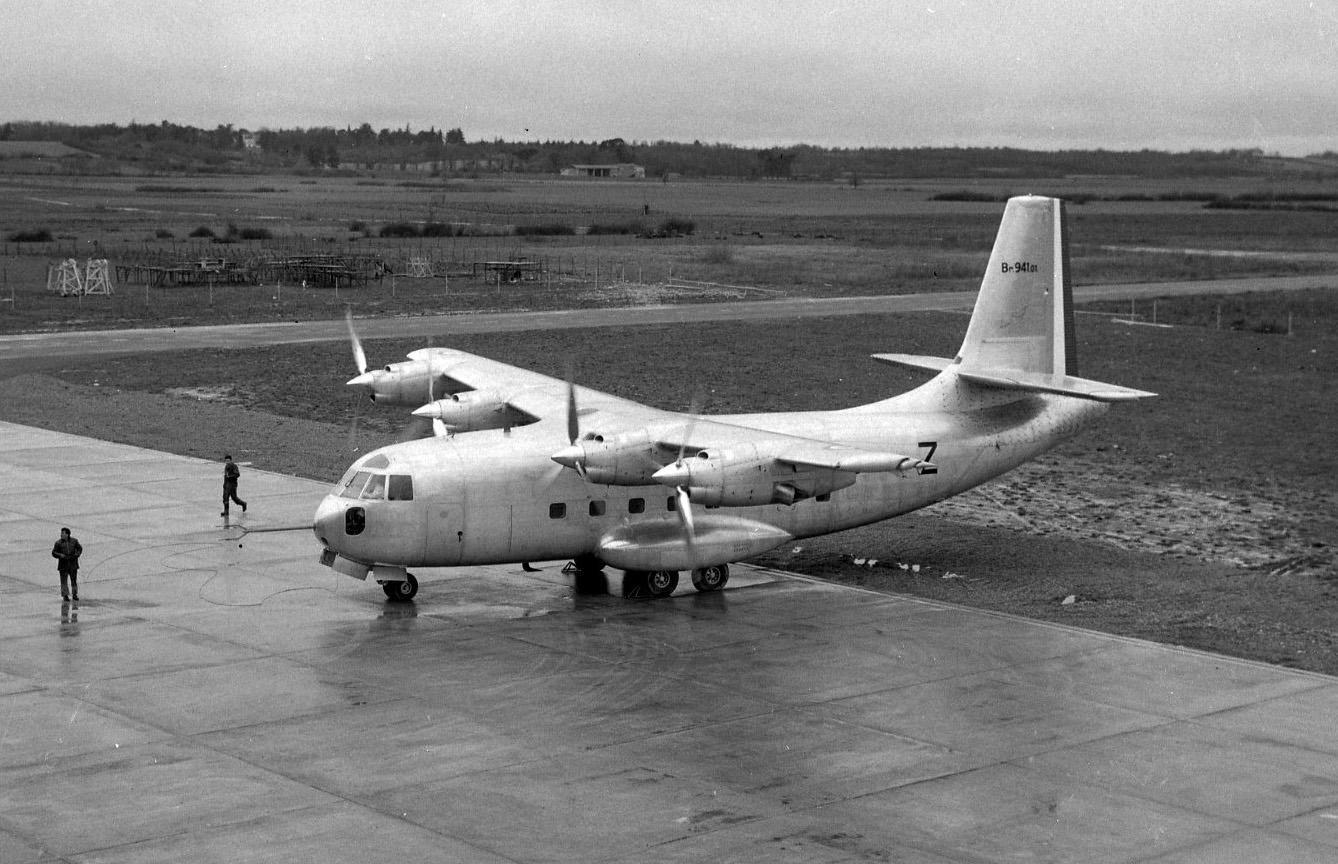
Le Bréguet 941, photographié en 1962 à Blagnac.

  - de Havilland Canada DHC-4 Caribou.

- Royaume-Uni :
  - BAC 224 ;
  - de Havilland DH.129[16] ;
  - English Electric P.36 ;
  - English Electric P.41 ;
  - English Electric P.44.

- États-Unis :
  - LTV XC-142.

### NBMR-22
La NBMR-22 était une spécification révisée, réduisant le rayon d'action à 500 km.

#### Concepts d'avions proposés
- Allemagne de l'Ouest :
  - Dornier Do 31.

- Italie :
  - Fiat G.222

- Royaume-Uni :
  - Armstrong Whitworth AW.681
  - BAC P.43
  - Bristol 208

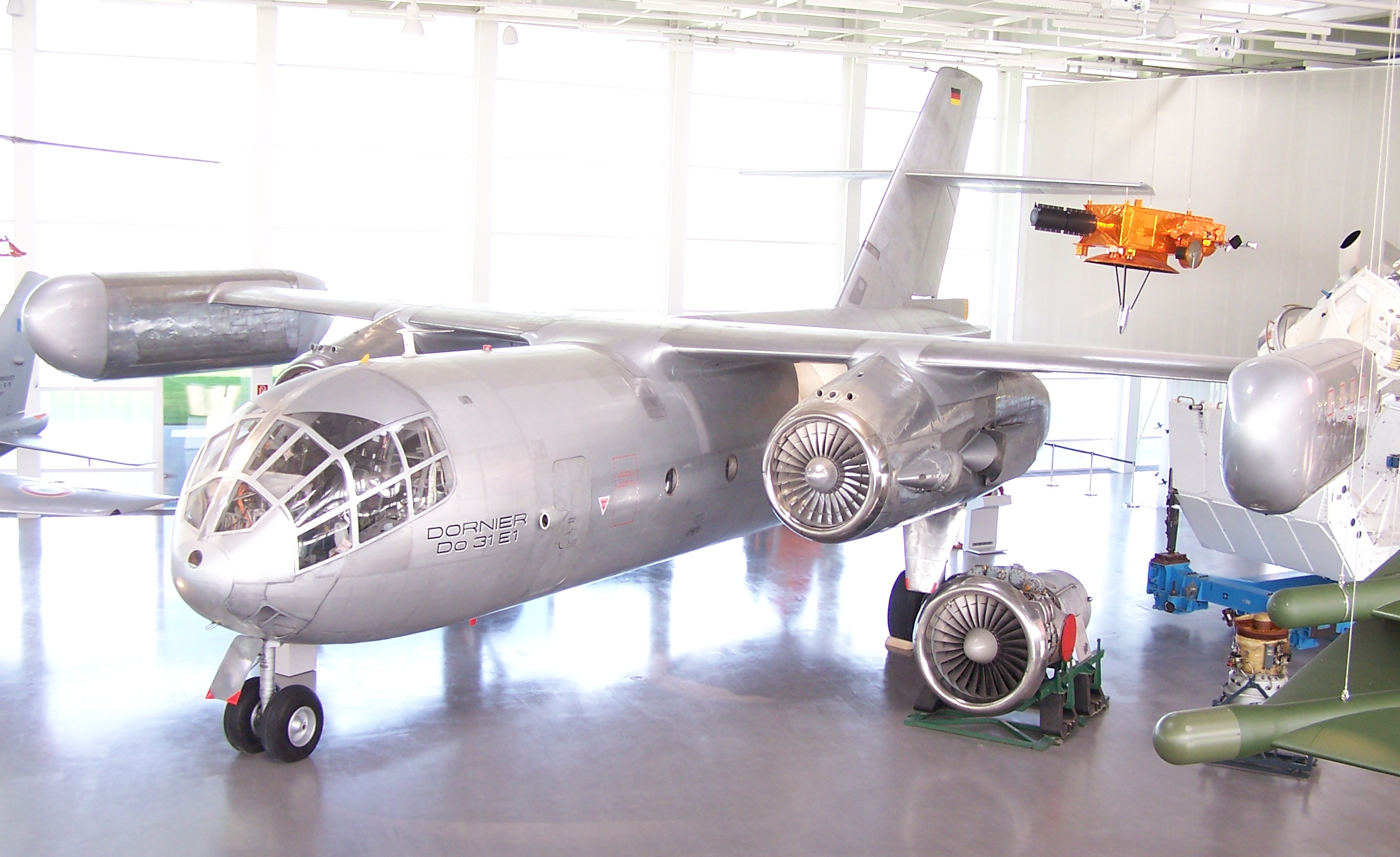
Le Dornier Do 31, exposé au '.

Le Fiat G.222 — désormais Aeritalia G.222 — ne fut adopté que par l'Italie, mais est toujours actuellement en service. Le Do 31 atteignit le stade des essais en vol mais n'entra jamais en service.

## Développement de moteurs
Les nouveaux modèles d'avions nécessitaient des moteurs de sustentation avancés, disposant d'un rapport poussée/poids élevé. De nombreux programmes pour des groupes propulseurs, faisant appel à la vectorisation de la poussée ou à des moteurs spécifiquement conçus pour la sustentation verticale, furent lancés en parallèle aux programmes concernant les avions.
Ces projets virent naître des moteurs tels les Bristol Siddeley BS.100, Rolls-Royce RB.141 Medway et Pegasus, Rolls-Royce/MAN Turbo RB.153 et RB.193, Rolls-Royce RB.108 et Rolls-Royce RB.162

## Fin des programmes
Toutes les spécifications de l'OTAN furent retirées en avril 1967. Les recherches et les essais en vol continuèrent avec le Dornier Do 31 jusqu'à l'abandon du projet, en 1970. Les essais en vol du VAK 191B continuèrent jusqu'au début des années 1970, date à laquelle il fut mis à la retraite.
Le Fiat G.91 fut retiré du service en Allemagne en 1995, étant ensuite remplacé par l'Alpha Jet, et le Lockheed F-104G fut retiré du service en 1991, étant alors remplacé par le Panavia Tornado.